# Supercopa Polonesa de Voleibol Masculino de 2015
A Supercopa Polonesa de Voleibol Masculino de 2015 foi a 5.ª edição deste torneio organizado anualmente pela Liga Polonesa de Voleibol. Ocorreu no dia 28 de outubro, na cidade Poznań, na Hala widowiskowo-sportowa Arena.
O Trefl Gdańsk conquistou seu primeiro título desta competição ao derrotar o Asseco Resovia. O ponteiro polonês Mateusz Mika foi eleito o melhor jogador da partida.

## Regulamento
O torneio foi disputado em partida única.

## Equipes participantes
| Equipe         | Cidade  | Qualificação                          | Última participação |
| -------------- | ------- | ------------------------------------- | ------------------- |
| Trefl Gdańsk   | Gdańsk  | Campeão da Copa da Polônia de 2014–15 | Estreante           |
| Asseco Resovia | Rzeszów | Campeão da PlusLiga de 2014–15        | 2013                |

## Resultado
| Data   | Hora  |                | Placar |              | Set 1 | Set 2 | Set 3 | Set 4 | Set 5 | Total   | Relatório |
| ------ | ----- | -------------- | ------ | ------------ | ----- | ----- | ----- | ----- | ----- | ------- | --------- |
| 28 out | 20:30 | Asseco Resovia | 2–3    | Trefl Gdańsk | 23–25 | 18–25 | 25–23 | 25–22 | 12–15 | 103–110 | Relatório |

## Premiação
| Supercopa Polonesa de 2015        |
| --------------------------------- |
| Trefl Gdańsk Campeão (1.° título) |